# Tiàpkino (Tambov)
|  | Per a altres significats, vegeu «Tiàpkino». |

Tiàpkino (en rus: Тяпкино) és un poble de l'óblast de Tambov, a Rússia, segons el cens del 2010 tenia 14 habitants.